# Megacyllene chalybeata
Megacyllene chalybeata là một loài bọ cánh cứng trong họ Cerambycidae.